# Grammy Award alla miglior interpretazione rap melodica
Il Grammy Award per la migliore interpretazione rap melodica (Grammy Award for Best Melodic Rap Performance), in precedenza conosciuto come Migliore collaborazione con un artista rap, è un premio Grammy istituito nel 2001, per canzoni nate da collaborazioni tra artisti rap ed altri da generi musicali diversi.
Nel corso delle cerimonie il premio ha assunto differenti denominazioni: Best Rap/Sung Collaboration (2002-2017), Best Rap/Sung Performance (2018-2020) e Best Melodic Rap Performance (dal 2021).

## Vincitori e candidati

### Migliore collaborazione con un artista rap

#### Anni 2000
- 2002[1]

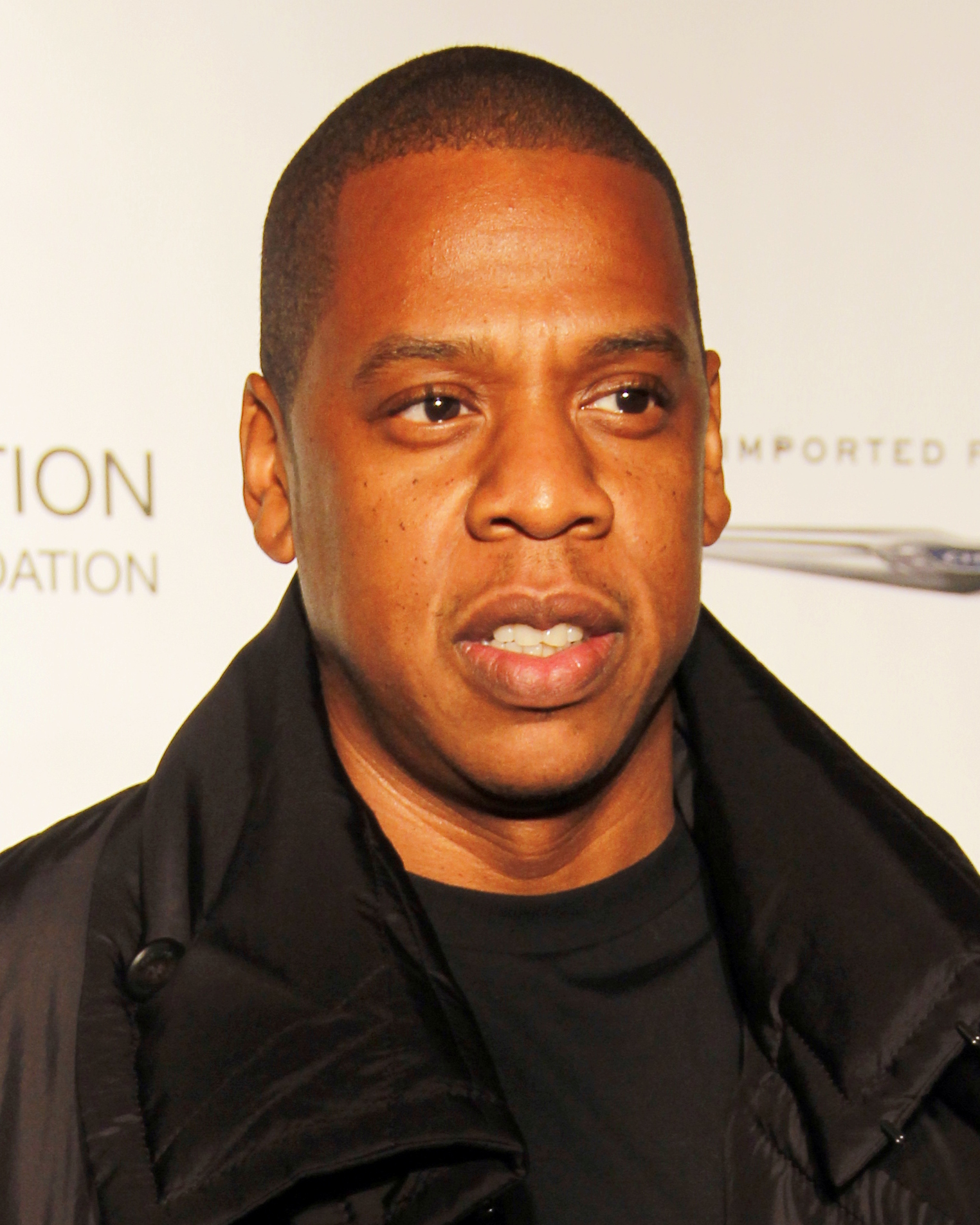
Jay-Z ha ricevuto un totale di 12 candidature, in questa categoria, di cui 7 premi vinti.

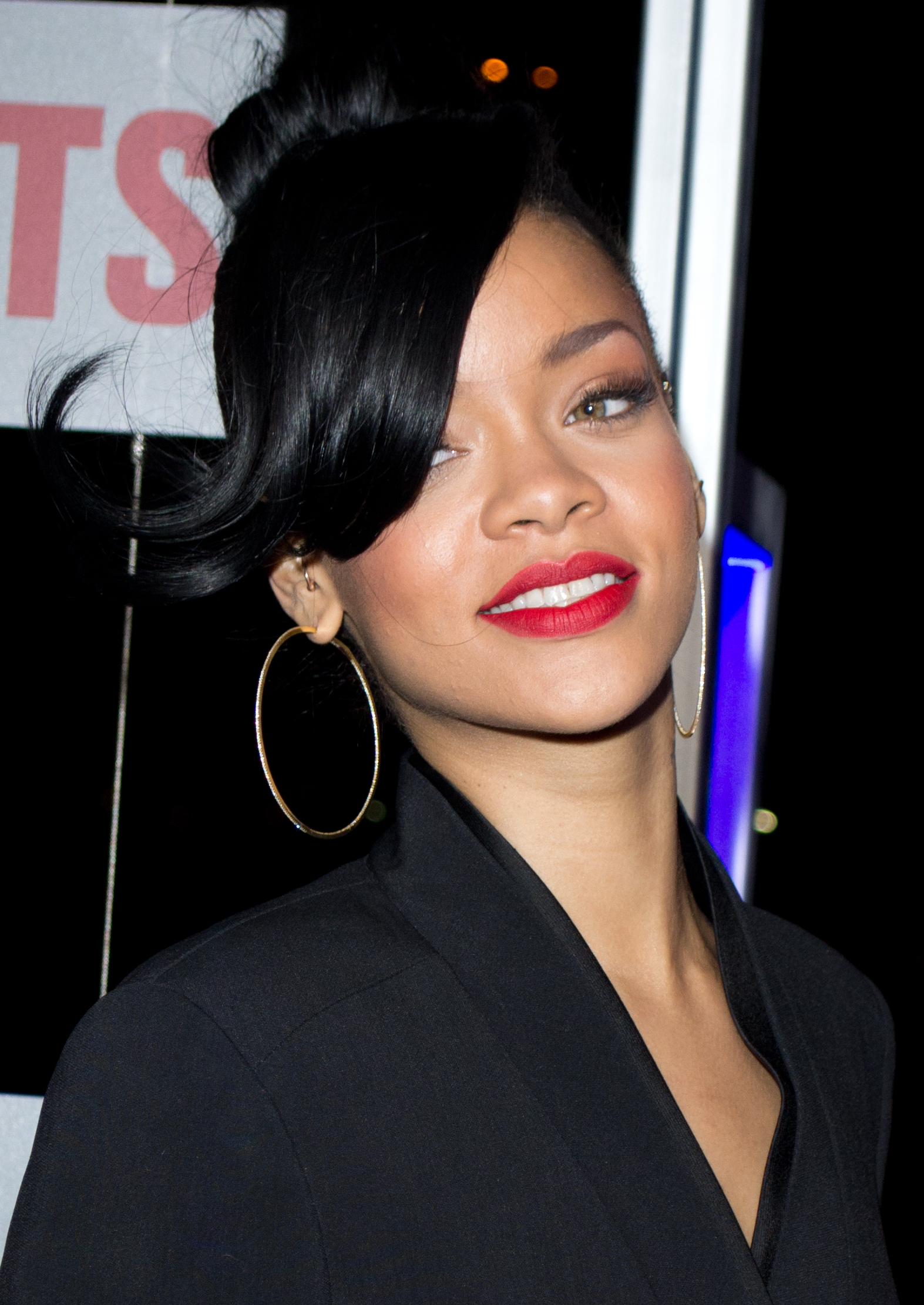
Rihanna ha vinto 5 premi in questa categoria.

  - Eve e Gwen Stefani – Let Me Blow Ya Mind
  - Ja Rule feat. Case – Livin' It Up
  - Jagged Edge feat. Nelly – Where the Party At
  - Ludacris feat. Nate Dogg – Area Codes
  - Mystic feat. Planet Asia – W
- 2003[2]
  - Nelly e Kelly Rowland – Dilemma
  - Fat Joe feat. Ashanti – What's Luv?
  - Ja Rule feat. Ashanti – Always on Time
  - Nappy Roots feat. Anthony Hamilton – Po' Folks
  - Justin Timberlake feat. Clipse – Like I Love You
- 2004[3]
  - Beyoncé e Jay-Z – Crazy in Love
  - Black Eyed Peas feat. Justin Timberlake – Where Is the Love?
  - LL Cool J feat. Marc Dorsey – Luv U Better
  - Snoop Dogg feat. Pharrell e Uncle Charlie Wilson – Beautiful
  - Pharrell feat. Jay-Z – Frontin'
- 2005[4]
  - Usher, Lil Jon e Ludacris – Yeah!
  - Kanye West feat. Syleena Johnson – All Falls Down
  - Christina Milian feat. Fabolous – Dip It Low
  - Jadakiss feat. Anthony Hamilton – Why
  - Twista feat. Jamie Foxx e Kanye West – Slow Jamz
- 2006[5]
  - Jay-Z e Linkin Park – Numb/Encore
  - Gwen Stefani feat. Eve – Rich Girl
  - Destiny's Child feat. T.I. e Lil Wayne – Soldier
  - Common feat. John Legend e Kanye West – They Say
  - Ciara feat. Missy Elliott – 1, 2 Step
- 2007[6]
  - Justin Timberlake e T.I. – My Love
  - Akon feat. Eminem – Smack That
  - Beyoncé feat. Jay-Z – Déjà Vu
  - Eminem feat. Nate Dogg – Shake That
  - Jamie Foxx feat. Ludacris – Unpredictable
- 2008[7]
  - Rihanna e Jay-Z – Umbrella
  - Chris Brown feat. T-Pain – Kiss Kiss
  - Akon feat. Snoop Dogg – I Wanna Love You
  - Keyshia Cole feat. Lil' Kim e Missy Elliott – Let It Go
  - Kanye West feat. T-Pain – Good Life
- 2009[8]
  - Estelle feat. Kanye West – American Boy
  - Flo Rida feat. T-Pain – Low
  - John Legend feat. André 3000 – Green Light
  - Lil Wayne feat. T-Pain – Got Money
  - Lupe Fiasco feat. Matthew Santos – Superstar

#### Anni 2010
- 2010[9]

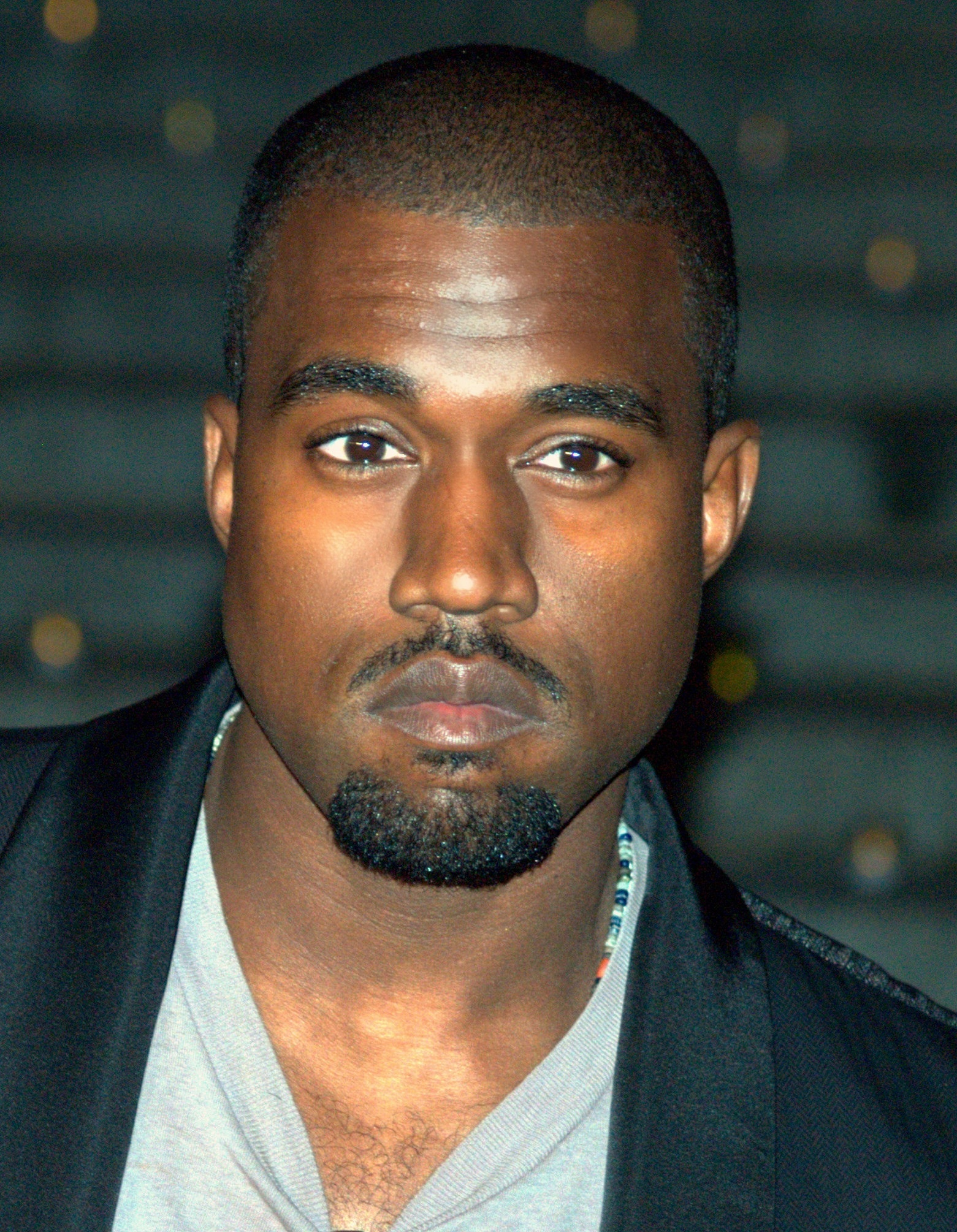
Kanye West ha ricevuto 5 premi ed è stato candidato 15 volte in questa categoria.

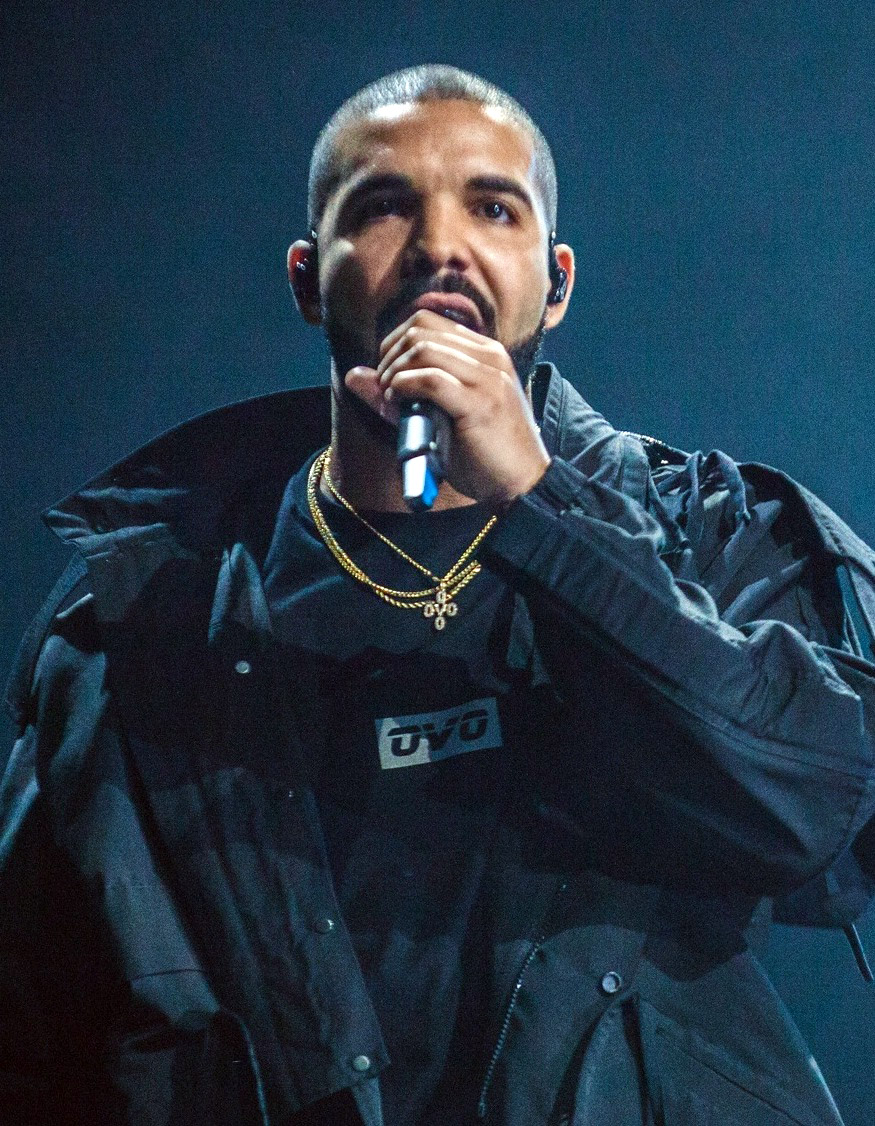
Drake ha vinto nel 2017 con Hotline Bling e nel 2023 con Wait for U.

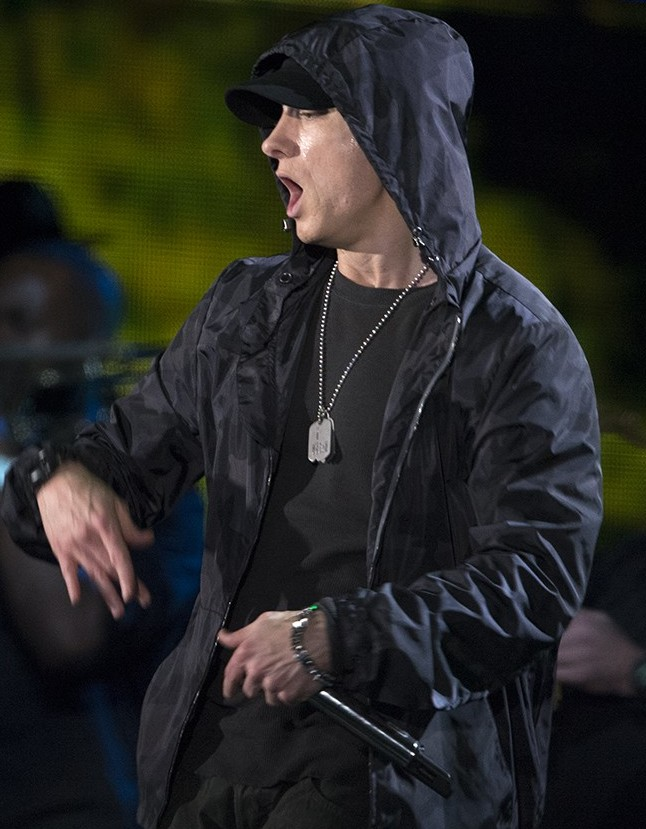
Eminem, vincitore nel 2015, ha ricevuto un totale di 5 candidature in questa categoria.

  - Jay-Z feat. Rihanna e Kanye West – Run This Town
  - Beyoncé feat. Kanye West – Ego
  - Keri Hilson feat. Kanye West e Ne-Yo – Knock You Down
  - The Lonely Island feat. T-Pain – I'm on a Boat
  - T.I. feat. Justin Timberlake – Dead and Gone
- 2011[10]
  - Jay-Z feat. Alicia Keys – Empire State of Mind
  - B.o.B feat. Bruno Mars – Nothin' on You
  - Chris Brown feat. Tyga e Kevin McCall – Deuces
  - Eminem feat. Rihanna – Love the Way You Lie
  - John Legend feat. The Roots, Melanie Fiona e Common – Wake Up Everybody
- 2012
  - Kanye West, Rihanna, Kid Cudi e Fergie – All of the Lights
  - Beyoncé ed André 3000 – Party
  - DJ Khaled, Drake, Rick Ross e Lil Wayne – I'm On One
  - Dr. Dre, Eminem e Skylar Grey – I Need a Doctor
  - Rihanna e Drake – What's My Name?
  - Kelly Rowland e Lil Wayne – Motivation
- 2013
  - Jay-Z, Kanye West, Frank Ocean e The-Dream – No Church in the Wild
  - Flo Rida e Sia – Wild Ones
  - John Legend e Ludacris – Tonight (Best You Ever Had)
  - Nas ed Amy Winehouse – Cherry Wine
  - Rihanna e Jay-Z – Talk That Talk
- 2014
  - Jay-Z e Justin Timberlake – Holy Grail
  - J. Cole e Miguel – Power Trip
  - Jay-Z e Beyoncé – Part II (On the Run)
  - Kendrick Lamar e Mary J. Blige – Now or Never
  - Wiz Khalifa e The Weeknd – Remember You
- 2015
  - Eminem feat. Rihanna – The Monster
  - Common feat. Jhené Aiko – Blak Majik
  - ILoveMakonnen feat. Drake – Tuesday
  - Schoolboy Q feat. BJ the Chicago Kid – Studio
  - Kanye West feat. Charlie Wilson – Bound 2
- 2016
  - Kendrick Lamar feat. Bilal, Anna Wise e Thundercat – These Walls
  - Big Sean feat. Kanye West e John Legend – One Man Can Change the World
  - Common e John Legend – Glory
  - Jidenna feat. Roman GianArthur – Classic Man
  - Nicki Minaj feat. Drake, Lil Wayne e Chris Brown – Only
- 2017
  - Drake – Hotline Bling
  - Beyoncé feat. Kendrick Lamar – Freedom
  - DRAM feat. Lil Yachty – Broccoli
  - Kanye West feat. Chance The Rapper, Kelly Price, Kirk Franklin e The-Dream – Ultralight Beam
  - Kanye West feat. Rihanna – Famous
- 2018
  - Kendrick Lamar e Rihanna – Loyalty
  - 6lack – Prblms
  - GoldLink feat. Brent Faiyaz e Shy Glizzy – Crew
  - Jay-Z feat. Beyoncé – Family Feud
  - SZA feat. Travis Scott – Love Galore
- 2019
  - Childish Gambino – This Is America
  - Christina Aguilera feat. GoldLink – Like I Do
  - 6LACK feat. J. Cole – Pretty Little Fears
  - Kendrick Lamar e SZA – All the Stars
  - Post Malone feat. 21 Savage – Rockstar

#### Anni 2020
- 2020

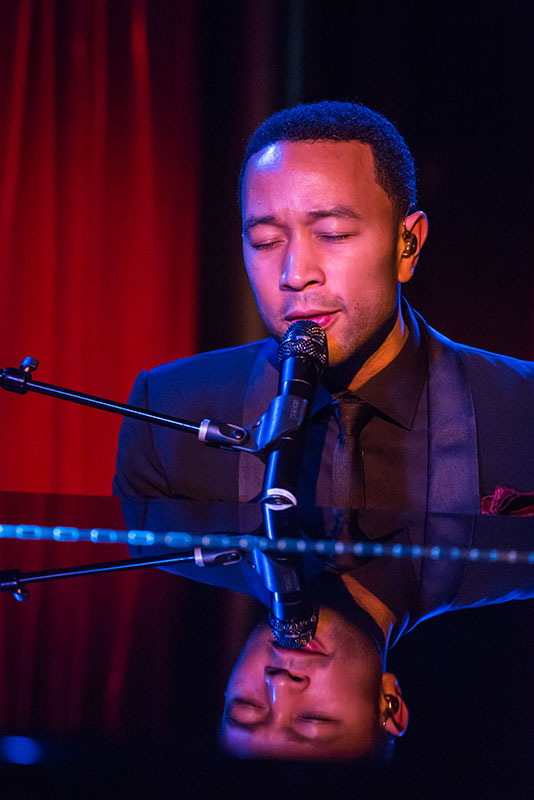
John Legend, vincitore nel 2020, ha ricevuto un totale di 7 candidature in questa categoria.

  - DJ Khaled feat. Nipsey Hussle e John Legend – Higher
  - Lil Baby e Gunna – Drip Too Hard
  - Lil Nas X – Panini
  - Mustard feat. Roddy Ricch – Ballin'
  - Young Thug feat. J. Cole e Travis Scott – The London

### Miglior interpretazione rap melodica

#### Anni 2020
- 2021
  - Anderson .Paak – Lockdown
  - DaBaby feat. Roddy Ricch – ROCKSTAR
  - Drake feat. Lil Durk – Laugh Now Cry Later
  - Roddy Ricch – The Box
  - Travis Scott – Highest in the Room
- 2022
  - Kanye West feat. The Weeknd e Lil Baby – Hurricane
  - J. Cole feat. Lil Baby – Pride Is the Devil
  - Doja Cat – Need to Know
  - Lil Nas X feat. Jack Harlow – Industry Baby
  - Tyler, the Creator feat. YoungBoy Never Broke Again e Ty Dolla Sign – WusYaName
- 2023[11]
  - Future feat. Drake e Tems - Wait for U
  - DJ Khaled feat. Future e SZA – Beautiful
  - Jack Harlow – First Class
  - Kendrick Lamar feat. Blxst e Amanda Reifer – Die Hard
  - Latto – Big Energy (Live)
- 2024[12][13]
  - Lil Durk ft. J. Cole - All My Life
  - Burna Boy ft. 21 Savage - Sittin' on Top of the World
  - Doja Cat - Attention
  - Drake e 21 Savage - Spin Bout U
  - SZA - Low

- 2025[14]
  - Rapsody featuring Erykah Badu - 3:AM
  - Jordan Adetunji featuring Kehlani - Kehlani
  - Beyoncé featuring Linda Martell & Shaboozey - Spaghettii
  - Future, Metro Boomin e The Weeknd - We Still Don't Trust You
  - Latto - Big Mama